# Totone da Campione
Totone da Campione, auch bekannt als Todone da Campiglione (* um 750? in Campione d’Italia; † nach 807 ebenda), war ein longobardischer Adliger.

## Leben
Totone wurde vermutlich im 8. Jahrhundert in Campione geboren. Er entstammte einer Familie wohlhabender lokaler Grundbesitzer longobardischer Abstammung. Am 8. Mai 777, kurz vor seinem Tod, begab er sich nach Mailand, wo er ein Testament verfasste, in dem er die Umwandlung seines Hauses in Campione in ein Krankenhaus für die Armen oder Xenodochion anordnete und ihm seinen gesamten Besitz übertrug. Nach seinem Testament sollten sowohl das Krankenhaus als auch der Besitz unter die Kontrolle des Erzbistums Mailand fallen, das damals von Erzbischof Tomaso geleitet wurde. Die Verpflichtungen des Prälaten oder des eventuell von ihm ernannten Propstes bestanden darin, jeden Freitag sowie mittwochs und freitags während der Fastenzeit zwölf Armen Essen zu spenden sowie zweihundert Pfund Öl für das Oratorium von San Zenone di Campione, damit nachts immer vier Lampen und tagsüber eine brennen würden, und dass am 12. April, dem Fest des Heiligen, das Oratorium noch stärker beleuchtet und dem Propst, den Priestern und allen Armen, die zu den Feierlichkeiten strömten, ein Mittagessen angeboten werden sollte.
Totone wollte, dass zwanzig Pfund Öl an die Kirche Sant’Ambrogio und je zehn Pfund an die Kirchen San Nazaro in Brolo, San Vittore al Corpo und San Lorenzo Maggiore gespendet werden. Schließlich wollte er, dass seine Bediensteten unter der Vormundschaft des Hospitals zu Aldionen wurden und einen Solidus zugewiesen bekamen, und dass alle freien Männer, die auf seinen Gütern arbeiten mussten, nun auf seine Kosten für das Hospital arbeiten sollten.
Das Testament von Totone machte Campione für neun Jahrhunderte zu einem Lehen der Erzdiözese Mailand und löste es vom Bistum Como; außerdem änderte es seinen rechtlichen Status als vom Heiligen Römischen Reich anerkannte Jurisdiktionsinsel.